# Jardim Mário Soares

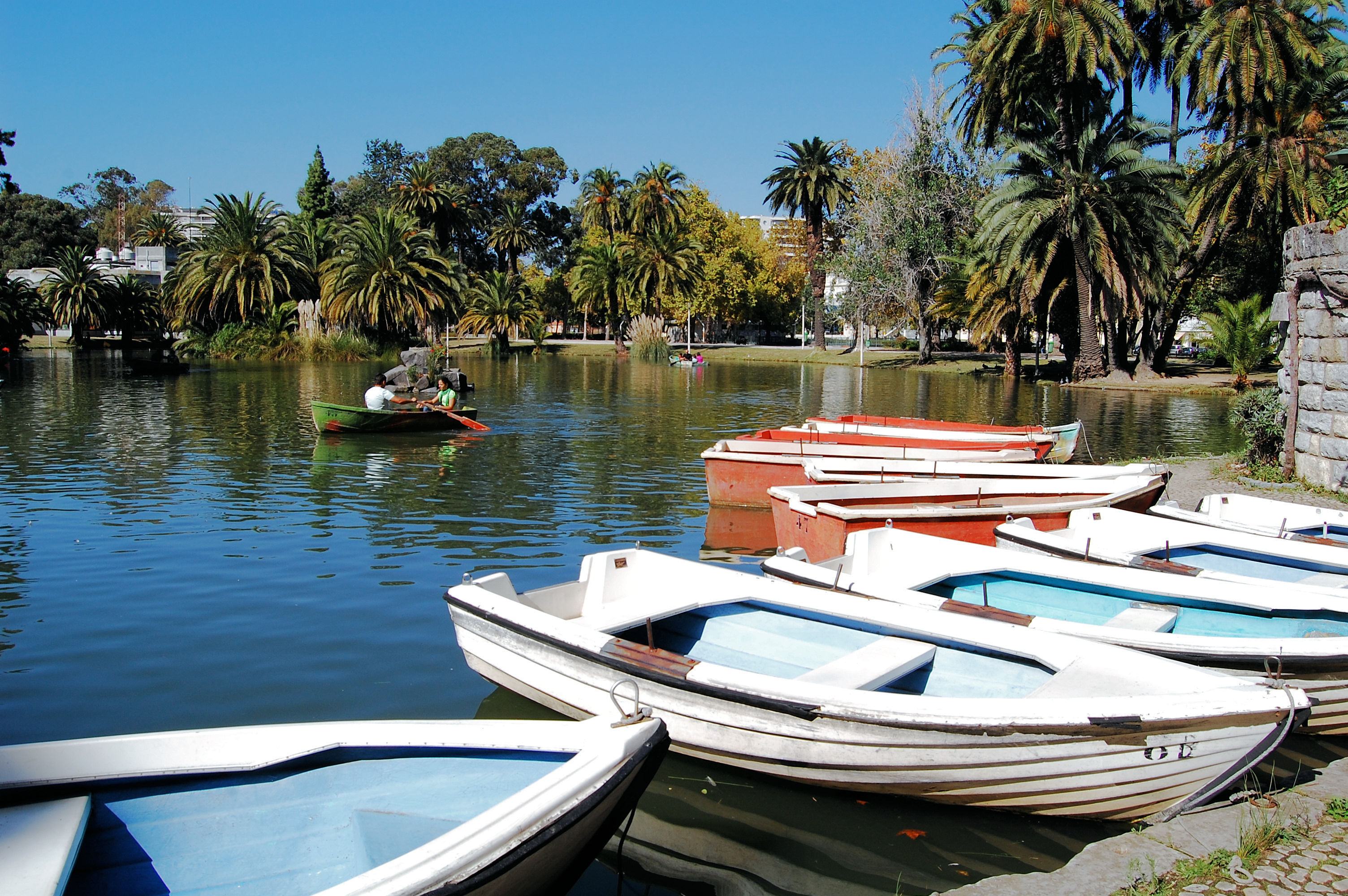
Detalle de la laguna principal del Jardín del Campo Grande

El Jardin Mário Soares (portugués: Jardim Mário Soares) o también conocido como Jardín del Campo Grande (portugués: Jardim do Campo Grande) es el jardín más grande del centro de Lisboa y ocupa una superficie de 13,38 hectáreas, llegando a 1.200 m de largo por 200 metros de ancho. El jardín está dividido en 2 zonas por la Avenida de Brasil: una zona norte con 6ha y una zona sur con 5ha. Se encuentra en el barrio de Alvalade, en la calle denominada de Campo Grande.

## Equipo disponible
En la zona sur:
- La Natación Campo Grande (portugués: Piscina do Campo Grande);
- El Patio de Recreo.
- El Edificio de los antiguos baños.

En la zona norte:
- El Edificio Caleidoscopio, con cafetería, restaurante, librería, auditorio y sala de estudio;
- El Padel Campo Grande, incluido el edificio de apoyo del arquitecto Francisco Keil do Amaral;
- El Restaurante Terraza del Lago, situado en la isla del lago principal, donde se puede ir en bote, y el acceso es realizado por un pequeño puente;
- El Café Concierto (en portugués Café Concerto).

## Botánica
En el jardín se encuentran los especímenes botánicos más diversas, algunas muy raras, como palmeras canarias, pinos, eucaliptos, acacias, morera de papel, higo, pimienta, limón, incienso, palo de rosa, grevídea, el arce rojo y castaño de la India, etc. También muchas especies de aves anidan y se puede observar, como los jilgueros, gorriones, currucas, los trucos y las rocas carrasqueiras martín pescador.
- Datos: Q1591291
- Multimedia: Jardim do Campo Grande / Q1591291